# Абхазско-никарагуанские отношения
Абхазско-никарагуанские отношения — двухсторонние дипломатические отношения между Никарагуа и частично признанной Республикой Абхазия. Никарагуа является одним из пяти государств — членов ООН, признающих независимость Абхазии.

## История
На пресс-конференции в ноябре 2008 года министр иностранных дел Никарагуа Самуэль Сантос Лопес сказал: "Конечно, мы считаем, что решение признать независимые Абхазию и Южную Осетию было справедливым и уместным.
Абхазия и Никарагуа официально установили дипломатические отношения 10 сентября 2009 года.
С 18 по 21 июля 2010 года Никарагуа посетила государственная делегация Абхазии во главе с президентом Багапшем. 20 июля президенты Абхазии и Никарагуа подписали соглашения о дружбе и сотрудничестве, безвизовом режиме на срок до 90 дней, торгово-экономических отношениях, коммерческом судоходстве, авиасообщении и сотрудничестве между Национальным банком Республики Абхазия и Центральным банком Никарагуа. Президенты также наградили друг друга высшими наградами своих стран.
16 апреля 2012 года Абхазия открыла посольство в Никарагуа, когда Заур Гваджава получил верительные грамоты от президента Александра Анкваба.
Во время инаугурации тогдашнего президента Абхазии Рауля Хаджимбы в сентябре 2014 года делегация Никарагуа, также представленная и возглавляемая министром природных ресурсов Никарагуа, присутствовала на инаугурации Рауля Хаджимбы в качестве президента Абхазии. Официальная встреча также была проведена с целью укрепления двусторонних связей между двумя странами, что было подтверждено на встрече с Чирикбой в Сухуме.
5 июля 2016 года новый посол Никарагуа Хуан Эрнесто Васкес Арайя вручил свои верительные грамоты Чирикбе и президенту Раулю Хаджимбе и пригласил Хаджимбу посетить Никарагуа. Посол Арайя назначен чрезвычайным и полномочным послом Никарагуа в России и Абхазии после того, как Луис Куадра был назначен заместителем министра иностранных дел Никарагуа. Во время мероприятия Чирикба выразил намерение Абхазии открыть дипломатическую миссию в Манагуа.
Во время пребывания Даура Кове на посту министра иностранных дел было проведено несколько официальных и рабочих визитов с целью укрепления двусторонних отношений между Абхазией и Никарагуа: в январе 2017 года в связи с повторной инаугурацией Даниэля Ортеги, в июле 2019, июле 2020 и июле 2021 годов соответственно во время празднования сандинистской революции. В недавнем 2021 году Даур Кове также подписал План двустороннего сотрудничества на 2022 год и Соглашение о городах-побратимах между Сухумом и Манагуа с министром иностранных дел Никарагуа Денисом Монкадой, возглавлявшим абхазскую делегацию в качестве наблюдателя на президентских выборах 2021 года 7 ноября 2021 года.
В 2019 году обе страны также вручат верительные грамоты обоим послам, с абхазской стороны верительные грамоты по-прежнему имеет посол-нерезидент Заур Гваджава в качестве Полномочного и чрезвычайного посла Абхазии в Венесуэле и Никарагуа, и Альба Акузена Торрес Мейя в качестве Полномочного и чрезвычайного посла Никарагуа в Российской Федерации и Абхазии.
В 2020 году чрезвычайный и полномочный Посол Республики Никарагуа в Российской Федерации и Республике Абхазия Альба Акузена Торрес Мейя назначила почетного консула. Алиас Хашба был назначен никарагуанским почетным советником в Абхазии.
Указом Президента Абхазии Аслана Бжании от 22 ноября 2021 года было учреждено посольство Абхазии в Никарагуа. Статус посольства был повышен после того, как с 16 апреля 2012 года посольству был присвоен статус нерезидента, который имеет посол Абхазии в Венесуэле Заур Гваджава. Затем, с 22 ноября 2021 года, правительство Абхазии официально открыло посольство Абхазии в Никарагуа.